# Ford (Schiff)
Die USS Ford (FFG-54) ist eine Fregatte der Oliver-Hazard-Perry-Klasse. Das Schiff gehört der United States Navy an. Sie ist nach Patrick Osborne Ford benannt, der im Vietnamkrieg mit dem Navy Cross ausgezeichnet wurde, nachdem er sich opferte, um zwei seiner Kameraden zu retten.

## Geschichte
Die Kiellegung fand am 11. Juli 1983 bei Todd Pacific Shipyards, der Stapellauf am 23. Juni 1984 statt.
1987 fuhr die Ford im Rahmen der Operation Earnest Will im Persischen Golf.
Ein geplanter Besuch der Ford in der russischen Region Kamtschatka wurde im August 2008 auf Grund der russischen Rolle im Kaukasus-Konflikt 2008 abgesagt. 2009 fuhr die Fregatte Manöver mit der peruanischen Marine, 2010 dann bei RIMPAC. Im Juni 2011 nahm die Ford an einer Übung mit der malaysischen Marine teil. Am 31. Oktober 2013 wurde die Ford außer Dienst gestellt.

## Filmografie
Die USS Ford hatte 1990 einen Gastauftritt in der Literaturverfilmung Jagd auf Roter Oktober (The Hunt for Red October).